# Alfred Gong
Alfred Gong (geboren 14. August 1920 in Czernowitz, Rumänien als Alfred Liquornik; gestorben 18. Oktober 1981 in New York City) war ein rumänisch-US-amerikanischer, deutschsprachiger Schriftsteller.

## Leben
Nach dem Gymnasium studierte er Romanistik und vergleichende Literaturwissenschaft an der Universität Czernowitz in Rumänien. In seiner Jugend war Alfred Liquornik mit Paul Celan und Immanuel Weissglas befreundet. 1940 wurde er von der sowjetischen Annektionsmacht als Dorfschullehrer verpflichtet, seine Familie hingegen nach Sibirien deportiert. Nach der deutschen und rumänischen Eroberung der Bukowina 1941 wurde er als Jude ghettoisiert und in ein Arbeitslager in Transnistrien deportiert, aus dem er nach Bukarest fliehen konnte. In Bukarest arbeitete er für die Zeitung Capitala. Nach der Machtübernahme durch die Kommunisten floh er über Budapest nach Wien. Von 1946 bis 1951 lebte er in Wien und zog 1956 in die USA. 1957 ließ er sich dort unter dem Namen Alfred Gong einbürgern. Er arbeitete für verschiedene Zeitschriften, war in New York mit der aus Czernowitz stammenden Schriftstellerin Rose Ausländer befreundet und nahm am Oskar-Maria-Graf-Stammtisch teil.

## Werke (Auswahl)
- Israels letzter Psalm. Gedichte. Rimbaud, Aachen 1995, ISBN 3-89086-929-7.
- Gras und Omega. Gedichte. (1960) Rimbaud, Aachen 1997, ISBN 3-89086-967-X.
- Manifest Alpha. Gedichte. (Bergland Verlag Wien 1961) Rimbaud, Aachen 2001, ISBN 3-89086-735-9.
- Happening in der Park Avenue. New Yorker Geschichten Piper, München 1969.
- Gnadenfrist. Gedichte. (1980) Rimbaud, Aachen 2006, ISBN 3-89086-733-2.